# La Presilla
La Presilla är en ort i Mexiko.   Den ligger i kommunen Genaro Codina och delstaten Zacatecas, i den centrala delen av landet, 500 km nordväst om huvudstaden Mexico City. La Presilla ligger 2 376 meter över havet och antalet invånare är 103.
Terrängen runt La Presilla är huvudsakligen platt, men norrut är den kuperad. Runt La Presilla är det ganska tätbefolkat, med 134 invånare per kvadratkilometer. Närmaste större samhälle är Las Chilitas, 14,9 km nordväst om La Presilla. Trakten runt La Presilla består i huvudsak av gräsmarker.